# آلخاندرو فینیستر
الکساندر کامپوس رامیرز (اسپانیایی: Alexandre Campos Ramírez‎ معروف به آلخاندرو فینیستر انگلیسی: Alejandro Finisterre) (زادۀ ۶ مۀ ۱۹۱۹ در فیسترا، اسپانیا) مخترع، شاعر و ناشر اسپانیایی است که به خاطر اختراع فوتبال دستی به شهرت رسید.

## زندگینامه

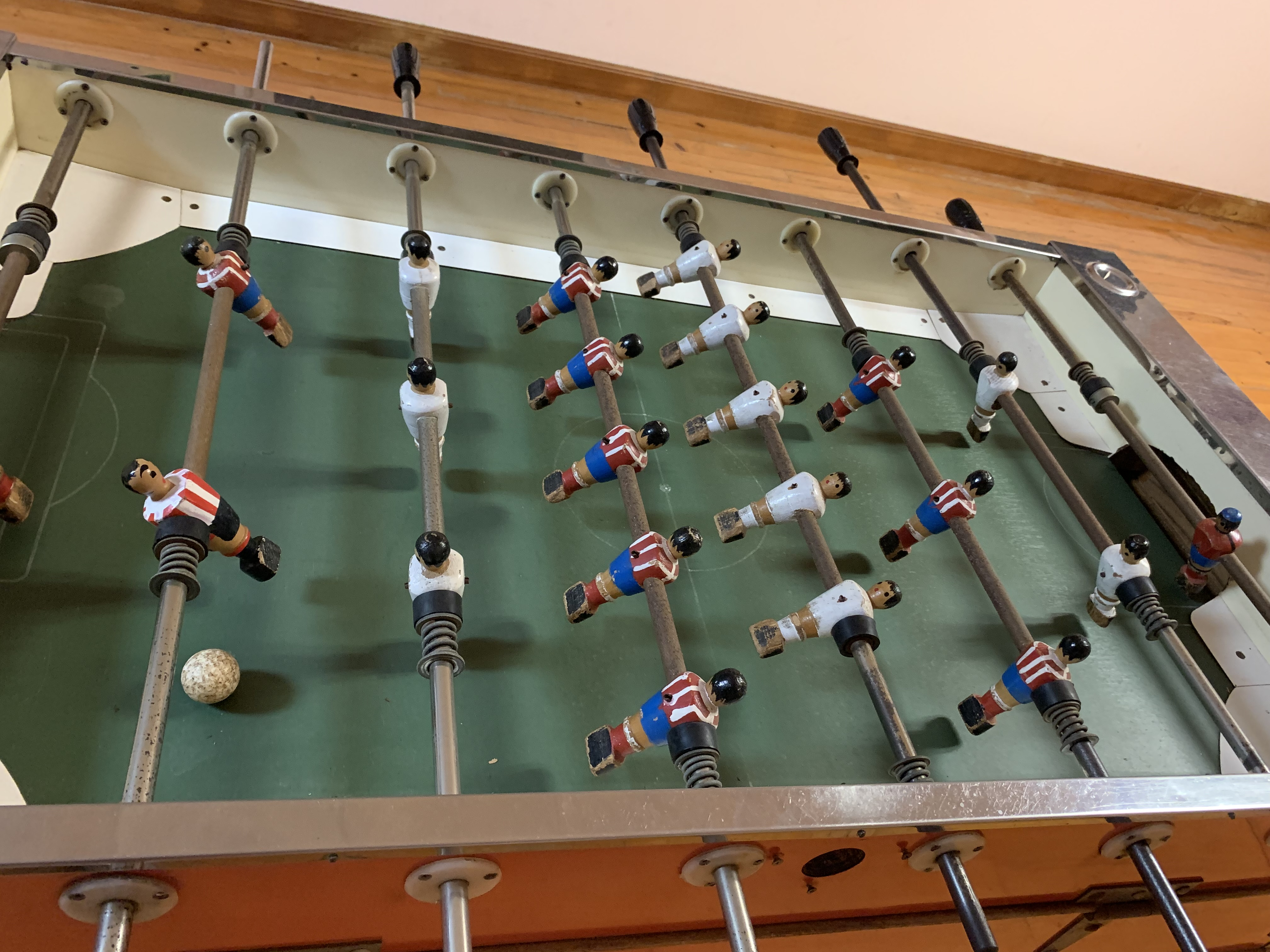
فینیستر شکل مدرن فوتبال دستی را اختراع کرد.

الکساندر کامپوس رامیرز در ۶ مۀ ۱۹۱۹ در گالیسیای اسپانیا به دنیا آمد، در سنین پایین به مادرید نقل مکان کرد و در آنجا اشتیاق به شعر و فلسفه آنارشیستی با الهام از آثار لئون فلیپه پیدا کرد. با شروع جنگ داخلی اسپانیا، او در حال ویرایش مجله ادبی Paso a la Juventud بود و با شاعر لئون فلیپه، که طرفدار ایدئولوژی ضد سرمایه‌داری بوده و فردگرایی او، الهام بخش فینیستر جوان شده بود، ملاقات کرد. در این زمان، فینیستر خود را به عنوان یک "ایده آلیست عملی" تعریف کرد، یک آنارشیست که می‌خواست جهانی بهتر در زمان حال ایجاد کند. در جریان محاصره مادرید در نوامبر ۱۹۳۶، فینیستر در بمباران ملی گرایان شهر مجروح شد، او را به آسایشگاهی در رشته کوه کاتالان مونتسرات بردند. از آنجایی که او و سایر بیمارانش دیگر نمی‌توانستند فوتبال بازی کنند، او ایده‌ای برای خلق بازی فوتبال روی میز (اسپانیایی: futbolín‎) را داد و سپس آن را تهیه نمود. وی این اختراع را در سال بعد به ثبت رساند. او بعداً به رسمیت شناختنش را به عنوان مخترع بازی رد کرد و گفت که اگر او این بازی را اختراع نکرده بود، شخص دیگری آن را اختراع می‌کرد.
در سال ۱۹۳۹، او از حمله کاتالونیا و بمباران های شدید، به فرانسه فرار کرد، پس از اتمام جنگ، برای مدت کوتاهی به اسپانیا بازگشت تا مدرک خود را در فلسفه به پایان برساند سپس مجدداً به فرانسه و بعدها به اکوادور نقل مکان کرد. 
پس از دوران گذار اسپانیا به دموکراسی در اواخر دهه ۷۰ میلادی، فینیستر سرانجام به اسپانیا بازگشت. او در آنجا مطالب زیادی درباره لئون فلیپه نوشت و آثارش را از طریق سرمقاله Alianza بازنشر کرد. در سال ۱۹۹۸، ترجمه‌های فلیپه را که قبلاً منتشر نشده بود همراه با اشعار امیلی دیکینسون منتشر نمود. وی در سال ۲۰۰۳، اوراق مربوط به فلیپه را به شورای شهر سامورا فروخت. سرانجام فینیستر در تاریخ ۹ فوریه ۲۰۰۷ در ۸۷ سالگی درگذشت.